# Krzyż Zasługi (Węgry)
Krzyż Węgierski Zasługi (węg. Magyar Érdemkereszt), do roku 2012 pod nazwą Krzyż Zasługi Republiki Węgierskiej (Magyar Köztársasági Érdemkereszt) – węgierskie odznaczenie państwowe ustanowione w 1991 w powiązaniu z Orderem Zasługi.

## Podział na stopnie
Krzyż dzieli się na trzy stopnie nadawane w dwóch odmianach (cywilnej i wojskowej):
- Złoty Krzyż Zasługi (Arany Érdemkereszt),
- Srebrny Krzyż Zasługi (Ezüst Érdemkereszt),
- Brązowy Krzyż Zasługi (Bronz Érdemkereszt).

## Insygnia
Oznaka Krzyża Węgierskiego Zasługi bazuje na oznace Orderu Węgierskiego Zasługi. Jest nią krzyż kawalerski (pattée) – o ramionach rozszerzających się linią prostą; z medalionem (otoczonym wieńcem laurowym) pośrodku. W medalionie widnieje herb Węgier. Pomiędzy ramionami krzyża poprowadzono dodatkowy wieniec laurowy. Oznaka jest nieemaliowana, w kolorze metalu: złota, srebra i brązu. Oznaki odmiany cywilnej odznaczenia są zawieszone na zielonych wstążkach z biało-czerwonymi bordiurami, zaś odmiany wojskowej – na wstążkach o odwróconych kolorach (czerwonych z biało-zielonymi bordiurami). Dodatkowo każdy stopień jest określony na wstążkach wąskimi pionowymi paskami (czerwonymi – odm. cywilna; zielonymi – odm. wojskowa) pośrodku – krzyż złoty: trzy paski; krzyż srebrny: dwa paski; krzyż brązowy: jeden pasek.